# Nava de Arévalo
Nava de Arévalo település Spanyolországban, Ávila tartományban. Nava de Arévalo Tiñosillos, San Vicente de Arévalo, Langa, Castile-Leon, Aldeaseca és Arévalo községekkel határos. Lakosainak száma 663 fő (2024).

## Népesség
A település népessége az utóbbi években az alábbiak szerint változott:
| Lakosok száma | 988  | 945  | 928  | 906  | 868  | 819  | 775  | 735  | 714  | 663  |
|               | 2001 | 2004 | 2006 | 2009 | 2011 | 2014 | 2016 | 2019 | 2021 | 2024 |